# 什韋德奇納
51°58′51″N 32°37′3″E / 51.98083°N 32.61750°E
什韋德奇納（烏克蘭語：Шведчина），是烏克蘭北部的村莊，隸屬切爾尼希夫州的諾夫霍羅德-錫韋爾斯基區。該村面積0.34平方公里，海拔高度168米，2001年該村落人口68。